# Al-Hira
Pour l’article homonyme, voir Hira.
Al-Hîra est une ville d'Irak située sur la rive droite de l'Euphrate à 18 km au sud-est de Nadjaf, capitale lakhmide vers 350-636, près de Koufa et Nadjaf, détruite vers 633 lors de la conquête musulmane de la Perse : bataille d'Al-Hira (633).

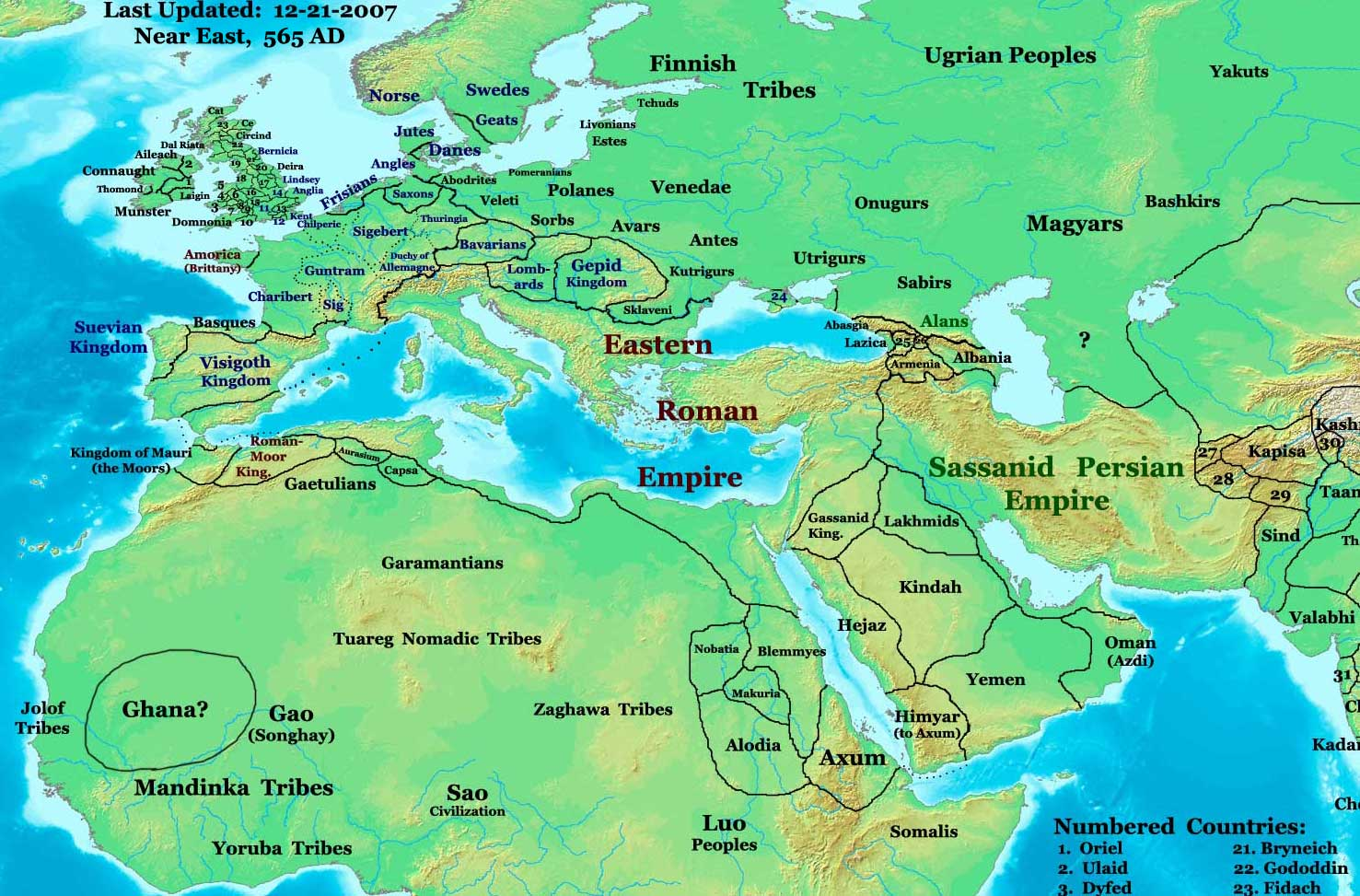
Proche-Orient vers 565.

## Histoire
Al-Hîra est déjà une ville assez importante avant l'ère islamique. C’est à l’origine un campement militaire.
Des populations arabes poursuivent une migration vers le Proche-Orient depuis des siècles et dès le IIe siècle av. J.-C., la population du sud de la Mésopotamie est en majorité peuplée de ces populations arabes. Les Sassanides appellent ainsi la région Arabistan.
L'un des premiers royaumes arabes en dehors de l'Arabie s'établit à Al-Hîra. La dynastie locale des Lakhmides, vassale des Sassanides depuis Chapour II (337-358), a pour mission de protéger l’empire Sassanide des incursions des autres tribus arabes. Elle devient la capitale des Lakhmides au Ve et VIe siècles.
Au VIe siècle, Al-Hira est à son apogée. Les Lakhmides ornent la ville de palais et de châteaux et en font un important centre de la culture arabe, du christianisme et de la poésie arabe, attirant certains des poètes les plus connus de l’Arabie préislamique tels que Ṭarafah ibn al-ʿAbd ou Al-Nābighah al-Dhubyānī. La tradition raconte que l’écriture arabe s’y est développée.

Al-Hîra est longtemps chrétienne, au moins fortement christianisée, par l'activité missionnaire. Elle a ses anachorètes et certains saints, comme Siméon le Stylite. Elle est le siège d’un évêché de l'Église de l'Orient.
Les rois Lakhmides ne sont pas chrétiens, sauf exception. Ils deviennent chrétiens nestoriens vers 594, construisent un monastère à proximité, puis d'autres (jusqu'à vingt), lieux de dévotion et d'écriture, qui ont beaucoup fait rêver, permettent la rédaction de livres comme les livres de Hîra, aujourd'hui disparus et exercent une forte influence sur la vie religieuse de l’Orient, aidant le monothéisme chrétien à pénétrer dans la péninsule arabique.
L’empereur Sassanide Vahram V prend le pouvoir avec le soutien du prince Lakhmide Al-Mundhir en 420.
En 542, Khosro Ier de Perse arrête le général romain Bélisaire à Raqqa (Callinicum) au sud d’Emèse, mais avec l’aide d’Al-Hîra.
L’empire byzantin crée sur le territoire de la Syrie actuelle un autre royaume arabe concurrent d’Al-Hîra, le royaume des Ghassanides. Les deux royaumes se font la guerre pour le compte de leur suzerain respectif.
En 602, Khosro II renverse Numan III prince d’Al-Hîra et annexe ses territoires à l’empire.
Après la bataille de Hira en mai 633 (12 AH), la ville se rend facilement aux troupes musulmanes du califat commandées par Khâlid Ibn al-Walîd. Celui-ci épargne ainsi la cité, en contrepartie d'un tribut.
Plus tard la ville perd de son importance, concurrencée par Koufa (Kûfa, à 6 km au nord est), où s'installe la garnison permanente des conquérants.